# 木瓜牛乳

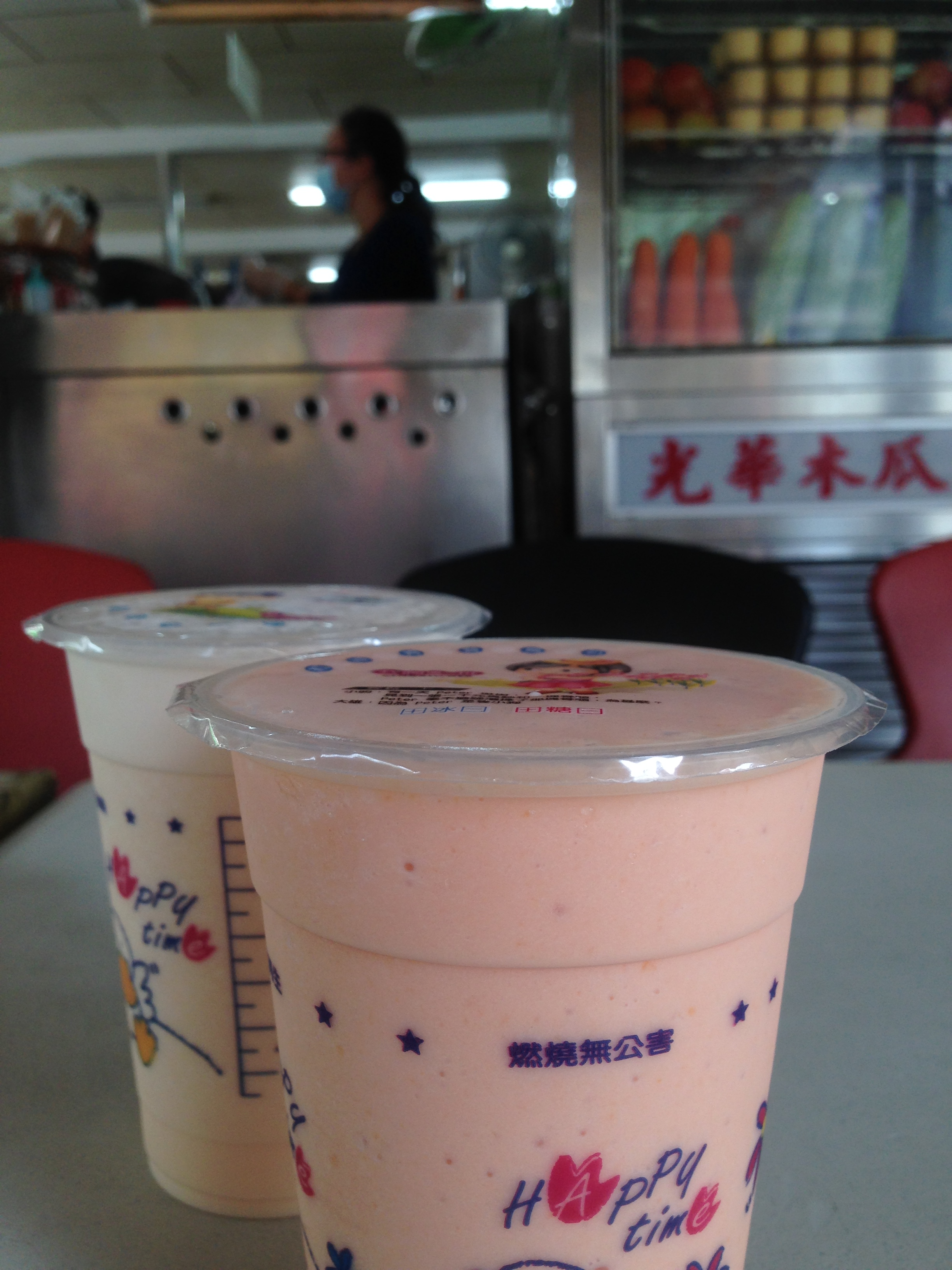
木瓜牛奶（前）

木瓜牛乳是在台灣廣受歡迎的一種飲料之一，堪稱經典台灣味之一，不僅深受台灣人的喜愛，也是許多觀光客來台灣必喝的调饮，由木瓜、牛乳等主原料，與水及砂糖甚至碎冰等副原料製成。不僅在便利商店與超級市場中皆有工廠生產的盒裝木瓜牛乳，在許多路旁或夜市中的飲品店也可買到現打的木瓜牛乳。
台農一號，據說是園藝試驗所特別培育的加工用品種，個頭大果肉多滋味豐美，冰菓室買一粒抵兩粒，可說是為了木瓜牛奶而開發的品種，由此細處，推知木瓜牛奶在台灣受到的重視。

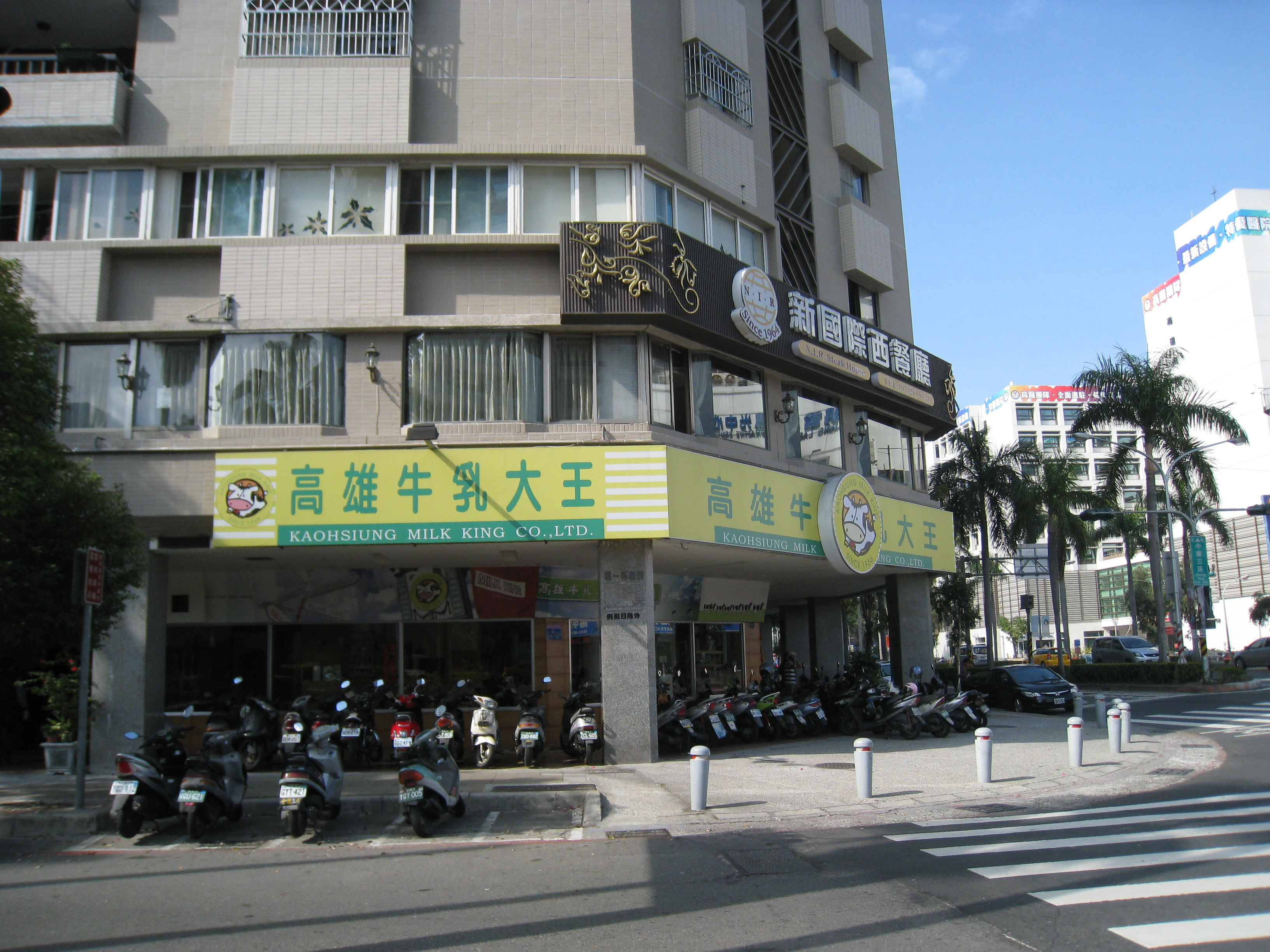
1966年開設的高雄牛乳大王為木瓜牛奶出世緣起說法中最早的

木瓜牛乳的起源眾說紛紜，根據時序分別包含開設於1966年的「高雄牛乳大王」是木瓜牛奶故鄉的說法；又一說為1968年彰化市孔廟對街、中華路由盧信彰開設的「彰化木瓜牛乳大王」為始祖；此外台灣飲料調製協會的說法為則為1971年在台中市中華路夜市經營飲品攤販的陳宏宗先生，在比較各種水果與牛乳調配口味後，發現木瓜最為適合與牛乳混合而販售。如果是自製或在飲品店買現打木瓜牛乳，一般需在短時間內飲用完，如果現打的木瓜牛乳放置超過一段時間，很可能會因為木瓜本身的酵素分解蛋白質而產生苦味，造成變質。